# بری اتو
بری اتو (به انگلیسی: Barry Otto) (زاده ۱۹۴۱) بازیگر استرالیایی است.
از فیلم‌های معروف او می‌توان به بازی در فیلم استرالیا، برادر عشق، کوسی و تمساح اشاره کرد.